# Eiserne Hand (Nordwestschweiz)

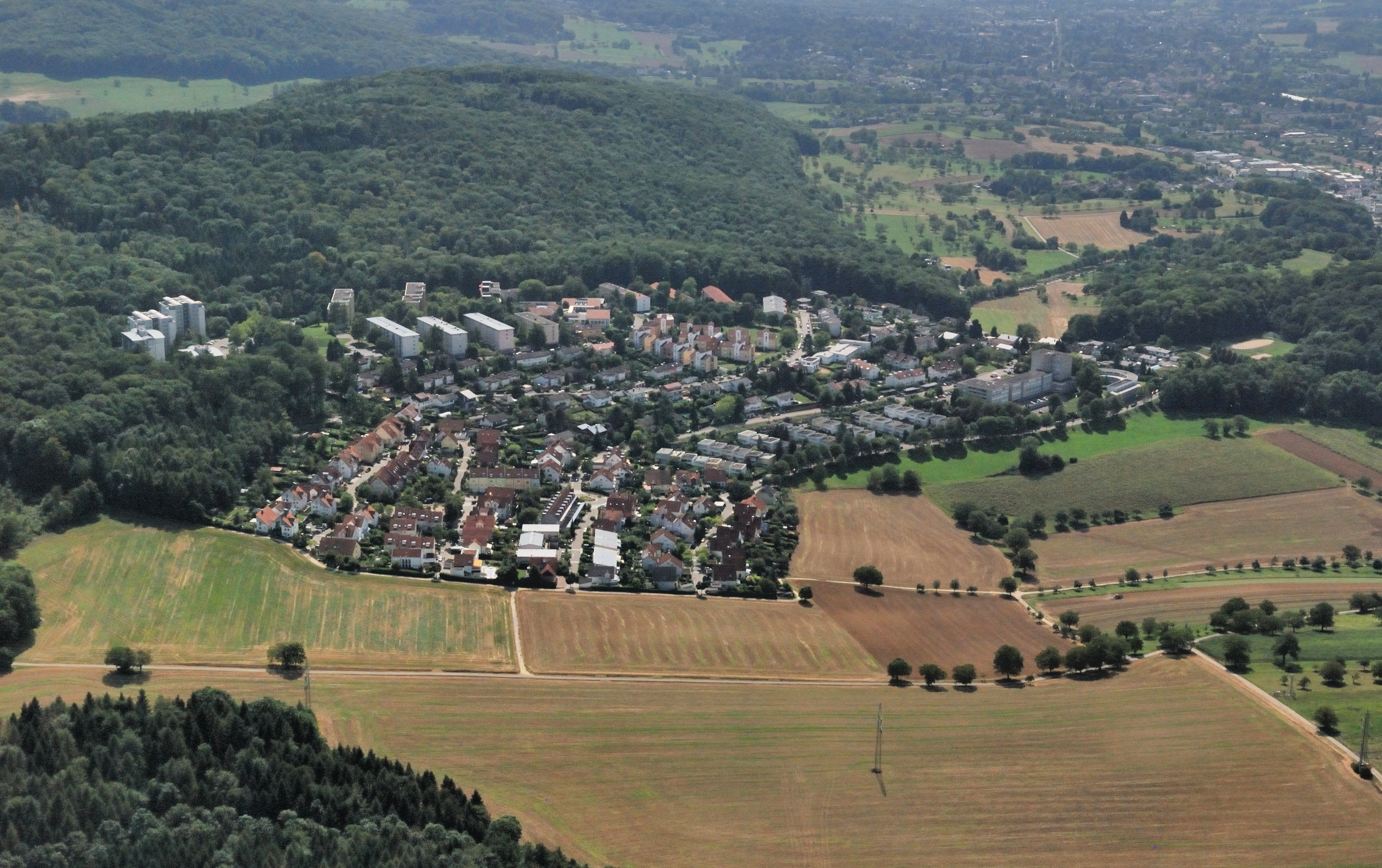
Luftbild gen Süden: der bewaldete Bergrücken Eiserne Hand, vorgelagert die zu Lörrach gehörende Trabantensiedlung Salzert

Die Eiserne Hand ist ein etwa 40 Hektar grosses, knapp 1,7 Kilometer langes und maximal 300 Meter breites Landstück, das nach Deutschland ragt, aber zur Schweiz gehört. Der Gebietszipfel ist ein bewaldeter Bergrücken in der Nordwestschweizer Gemeinde Riehen im Nordosten des Kantons Basel-Stadt. Er bildet einen Teil der Grenze zwischen der Schweiz und Deutschland. Seit fast 500 Jahren ist dieser durch historische Grenzsteine markierte Grenzverlauf unverändert und damit einer der ältesten Mitteleuropas. Die Grüne Grenze an der Eisernen Hand war in der Vergangenheit Schauplatz vieler Flüchtlings- und Schmuggelvorkommnisse. Eine Besonderheit ist, dass der Durchgangsverkehr zwischen Lörrach und Inzlingen über die Eiserne Hand beziehungsweise den Maienbühl nach dem Schweizerisch-deutsches Abkommen von 1958 ohne Grenzabfertigung zulässig ist.

## Beschreibung

### Lage und Geografie

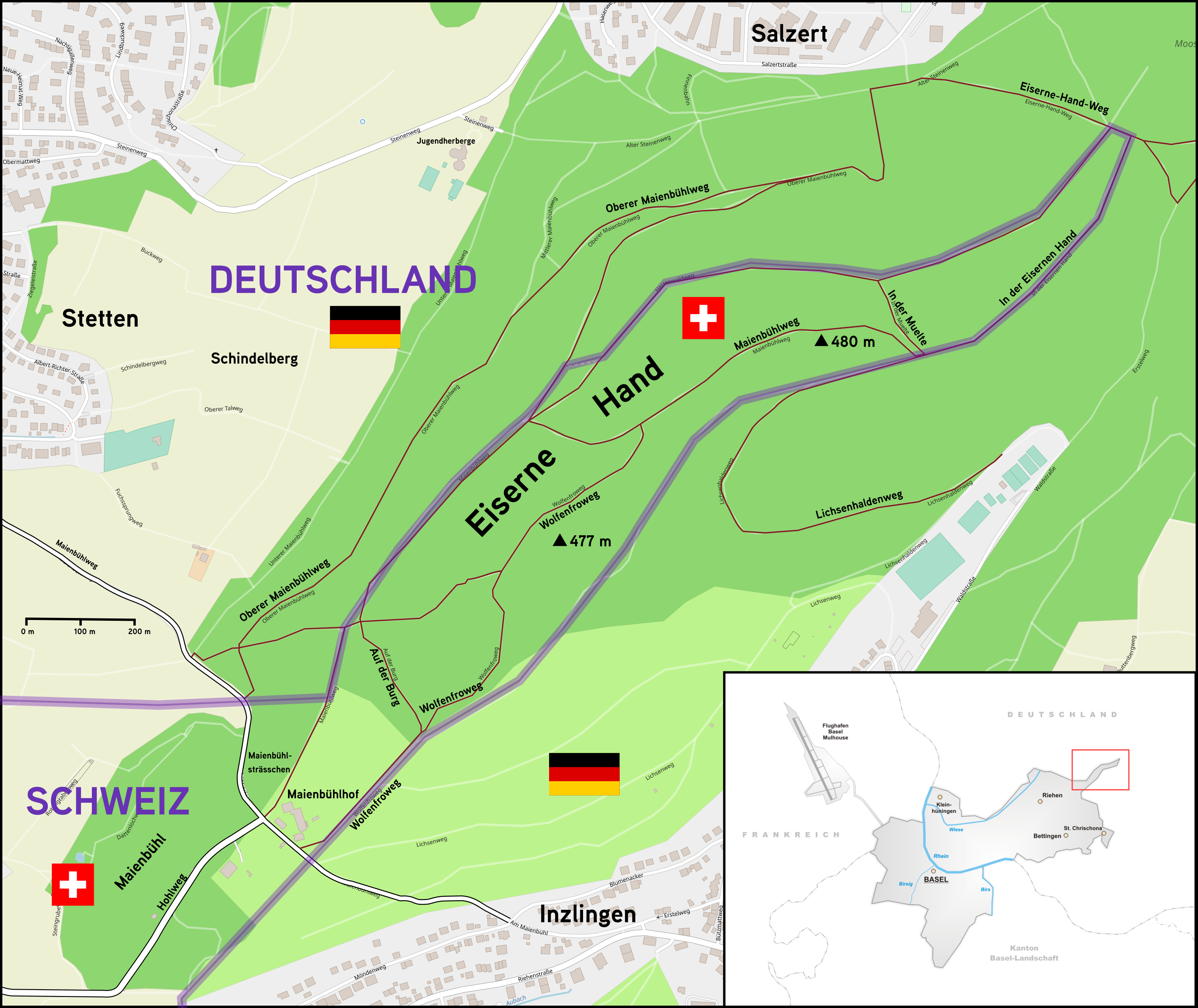
Umgebungskarte der Eisernen Hand

Das Gebiet der Eisernen Hand gehört zur Schweizer Gemeinde Riehen und trennt den zu Lörrach gehörenden Stadtteil Stetten von der Gemeinde Inzlingen, die mit der Stadt Lörrach eine Vereinbarte Verwaltungsgemeinschaft bildet. Rund 300 Meter nördlich der Eisernen Hand befindet sich die Trabantensiedlung Salzert. Die Länge des zugehörigen Grenzabschnitts beträgt 3,46 Kilometer.
Naturräumlich gehört die Eiserne Hand zum Dinkelberg. Geologisch aufgebaut ist der Bergrücken praktisch komplett aus Oberem Muschelkalk, bestehend aus Schichtkalkstein und Dolomit. Nur gegen Südwesten in deutlich geringerem Umfang zum 477 m hohen Maienbühl hin besteht er aus Mittlerem Muschelkalk, der sich aus Mergel mit Gips sowie Anhydrit und Dolomitbänken zusammensetzt.
Die Eiserne Hand ist eine längliche, fast komplett bewaldete Hügelformation (Herrenwald) mit einer maximalen Höhe von 480 m ü. M. Sie ist damit etwa 200 Meter höher als das westlich gelegene Wiesental. Im Süden entwässert auf deutscher Seite der Aubach, der als Naturraum mit dem gleichnamigen Naturschutzgebiet Autal unter Naturschutz gestellt wurde. Südöstlich anschliessend liegt die zur Eisernen Hand ungefähr gleich hoch gelegene Buttenberghalde. Die Eiserne Hand selbst wurde zusammen mit dem Maienbühl und dem Rotengraben als Landschaftsschutzzone der Klasse 2 (L02) von 5 deklariert. Am südlichen Rand liegt am Maienbühlweg als einzige Wohnstätte ein Bauernhaus.
Die Bewaldung der Eisernen Hand besteht aus Mischwald, überwiegend Tannen, am äusseren Rand dicht umsäumt von Buchen und Eichen. Die nordöstliche Spitze des Landstücks ebenso wie ein östliches Randstück haben den Status «Vorrang Naturschutz», da sie zu den Ausläufern des Naturschutzgebietes Buttenberghalde gehören. Das restliche Gebiet ist nach dem Waldentwicklungsplan des Kantons Basel-Stadt ohne besonderen Vorrang.

### Wegenetz
Die Eiserne Hand und ihre Umgebung sind mit einem dichten Wegenetz erschlossen, darunter diverse Wanderwege. Von Stetten führt der asphaltierte Maienbühlweg (auf Schweizer Seite: Maienbühlsträsschen) bergaufwärts direkt in das Schweizer Grenzgebiet zum Maienbühlhof. Dort informiert eine Tafel über die Wege und markanten Punkte der Eisernen Hand. Vom Hof zweigt der Hohlweg in südwestliche Richtung nach Riehen ab. Bei allen übrigen Wegen handelt es sich um Forst- bzw. Waldwege.

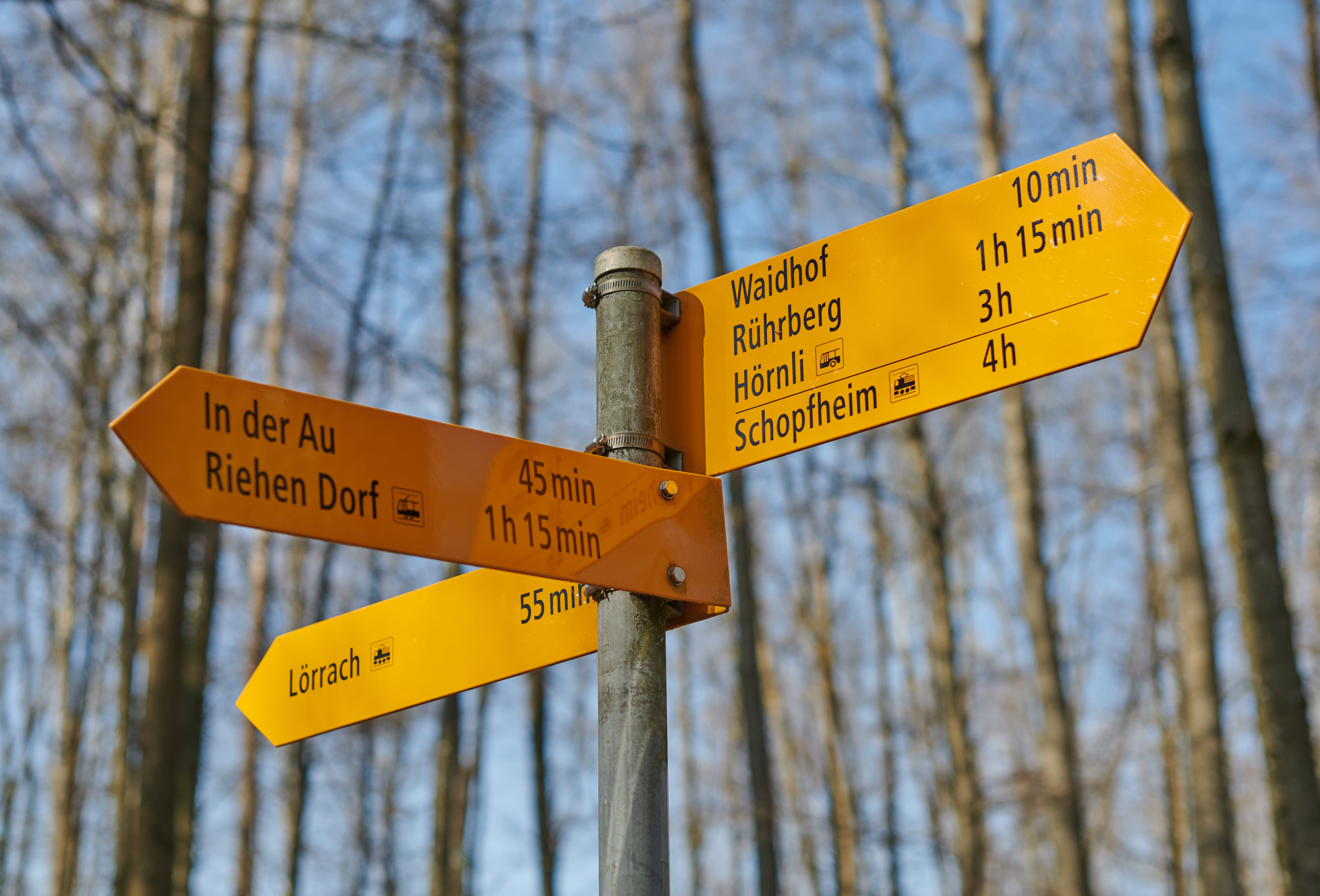
Richtungswegweiser der Wanderwege im nördlichen Gebiet der Eisernen Hand

Nach Nordosten setzt sich der Maienbühlweg als Waldweg, teilweise exakt der Grenzlinie folgend, nach Norden hin durch den Herrenwald Richtung Salzert fort. Südlich vom Maienbühlhof führt der zum Maienbühlweg parallel verlaufende Wolfenfroweg, zu Beginn noch der Grenzlinie folgend, ebenfalls nordwärts durch das Gebiet. Im mittleren Teil der Eisernen Hand verlässt der Wolfenfroweg den Grenzverlauf und führt mittig durch den Gebietszipfel, bis er in der Mitte den ebenfalls abzweigenden Maienbühlweg trifft. Dieser verläuft wiederum zum Ostrand der Eisernen Hand und führt im letzten Viertel als «In der Eisernen Hand» zu einem beschrankten, aber nicht bewachten Grenzübergang. Im oberen («In der Muelte») und im unteren Viertel («Auf der Burg») der Eisernen Hand verlaufen zwei kürzere Wege quer zur Ausdehnung des Gebietes.
Der mit einer blauen Raute 4,67 Kilometer lange regionale Wanderweg führt einmal komplett um die Eiserne Hand herum und bleibt dabei zwischen 400 und 450 Höhenmetern relativ eben. Er verläuft auf dem Gemeindegebiet von Riehen, Inzlingen und Lörrach.

### Grenzsteine

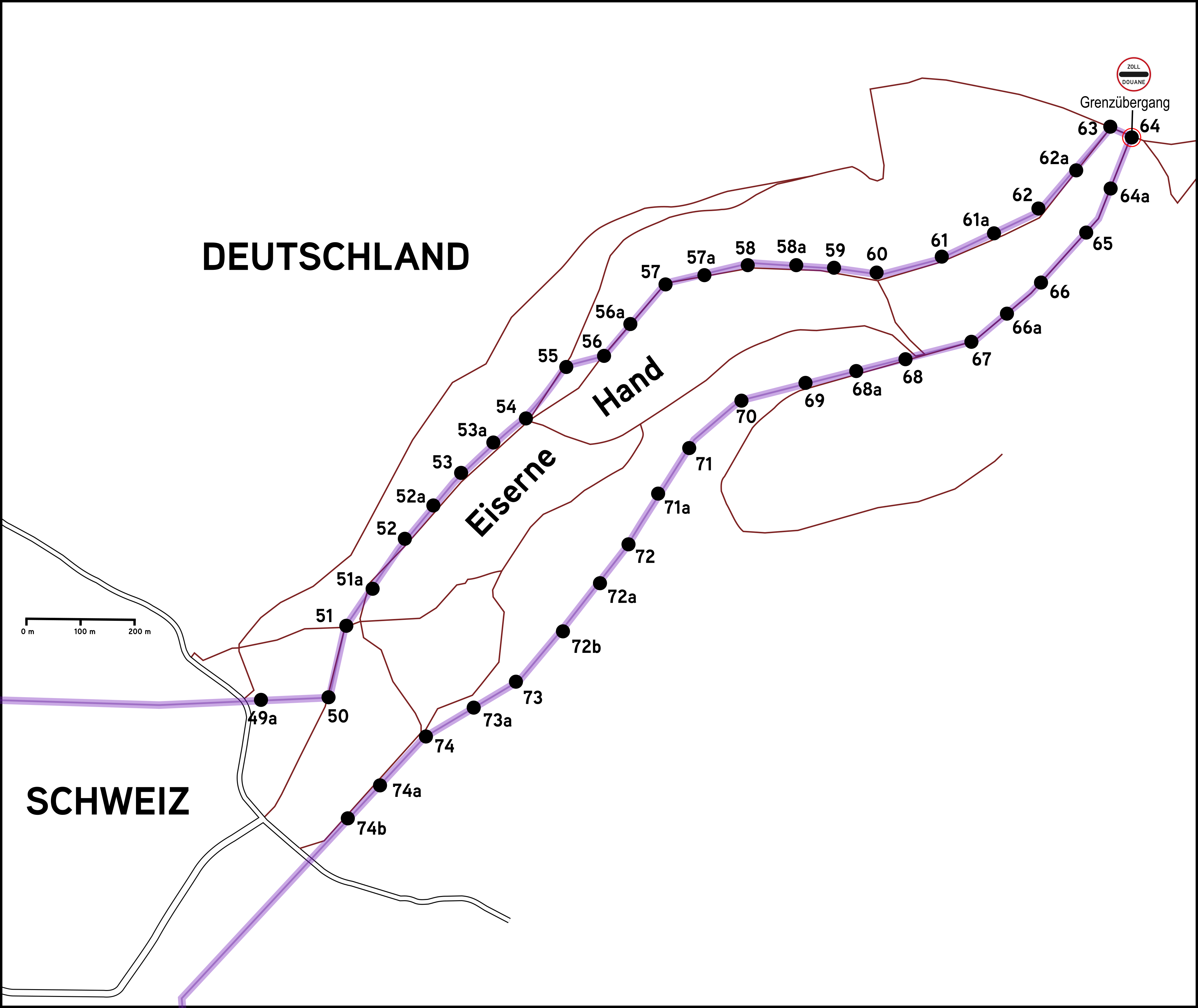
Grenzsteine der Eisernen Hand

Entlang der Grenze Riehens befinden sich 76 Grenzsteine. 43 davon markieren den Verlauf der Landesgrenze an der Eisernen Hand. Sie tragen eine eingravierte, im Uhrzeigersinn aufsteigende Nummerierung von 49a bis 74b. Steine, die nachträglich eingefügt wurden, erhielten Zwischennummern mit Kennzeichnungen über Buchstaben.
Die Grenzsteine sind ursprünglich aus Sand- und Kalkstein, manche der zerstörten Grenzsteine wurden aus Granit neu gesetzt.
Fast alle Grenzsteine tragen zwei zumeist farbig gestaltete Wappen oder Hoheitszeichen, die jeweils zur entsprechenden Landesseite hin ausgerichtet sind, manche anstelle dessen Buchstabenkürzel. An der Oberseite verläuft mittig meist eine in den Stein eingekerbte Vertiefung (Grenzrille), die den Grenzverlauf markiert. Einige Steine haben an der Oberseite eine metallene Plakette mit einem Grenzpunkt.
Die historischen Wappen, Hoheitszeichen und Buchstabenkürzel dokumentieren, welche Regentschaften im Laufe der Zeit die Hoheit über die Eiserne Hand bzw. die daran angrenzenden Gebiete ausübten.
Dies waren bzw. sind für das Territorium der Eisernen Hand
- das Fürstbistum Basel (Buchstabenkürzel: B): Das Wappen zeigt den fürstbischöflichen Krummstab auf weißem Feld. Der auch als Bischofsstein bezeichnete Grenzstein Nummer 61 stammt aus dem Jahr 1491 und ist damit der älteste auf der Grenzlinie der Eisernen Hand und der zweitälteste auf der 18 Kilometer langen Riehener Landesgrenze.
- die Stadt Basel (B): Das Wappen zeigt einen in Silber eingefassten schwarzen Baselstab und ist zu finden auf den Grenzsteinen 49a, 50, 51, 52, 54, 55, 58, 59, 62, 63, 65, 67, 68, 69, 70, 71, 72, 73 und 74.

und für die ausserhalb angrenzenden Gebiete
- die Herren Reich von Reichenstein (R): Das Wappen zeigt eine schwarze Speerspitze in verschiedenen Abwandlungen auf goldenem Schild, teilweise auch ohne Schild. Die Grenzsteine aus dieser Zeit tragen die Nummern 69, 70, 71, 74 und 64. Beim letztgenannten Grenzstein handelt es sich um den Dreibannstein.
- das Adelsgeschlecht Bärenfels (BF)
- die Herren von Schönau (SCH): Das halb goldene und halb schwarze Wappen zeigt drei Ringe im Dreipass in gewechselten Farben. Die Grenzsteine aus dieser Zeit tragen die Nummern 51, 55, 59 und 61.
- die Markgrafschaft Baden (M)
- das Großherzogtum Baden (GHB): Es wird das Wappen Badens mit charakteristischem rotem Schrägbalken auf goldenem Grund gezeigt, darüber eine Krone mit Kreuz oder Reichsapfel. Die Grenzsteine aus dieser Zeit tragen die Nummern 49a, 50, 54, 55, 58, 62, 63, 65, 67, 68, 72 und 73
- die Republik Baden (RB)
- das Land Baden-Württemberg (BW): Der Grenzstein Nummer ?? wurde 1954 vom Land Baden-Württemberg gestiftet, zwei Jahre nach seiner Gründung. Er ist damit der jüngste der Grenzsteine.[12]

## Namensgebung

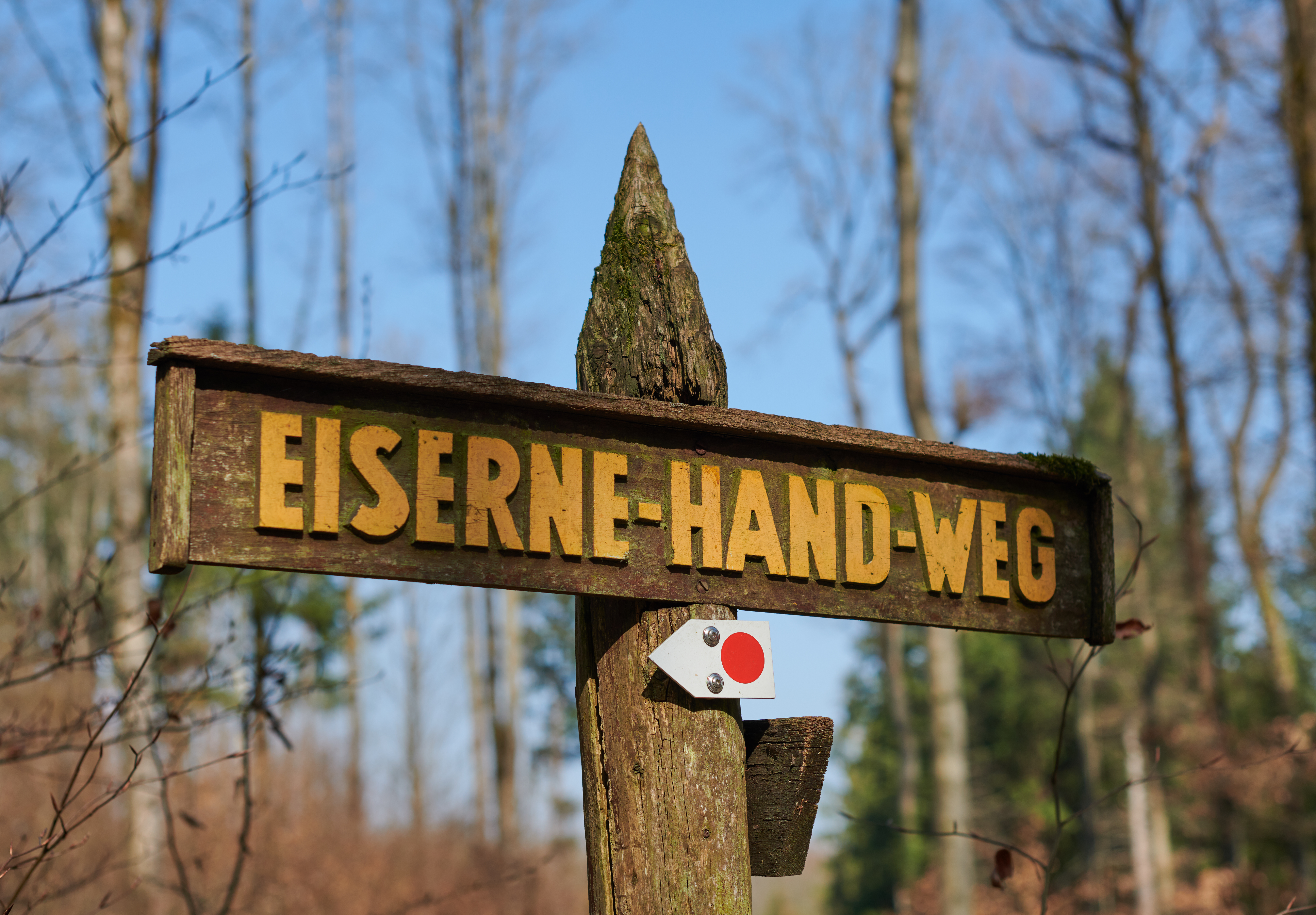
Wegeschild «Eiserne-Hand-Weg»

Zum bemerkenswerten Flurnamen «Eiserne Hand» werden in der Literatur mehrere Deutungsmöglichkeiten angegeben, die sich teilweise wissenschaftlich nicht aufrechterhalten lassen. Gesichert ist, dass der Name als allgemeines Herrschaftszeichen gemeint war. Solche Zeichen stellten im Allgemeinen den Handschuh des Landesherrn dar und dienten als Wegweiser – eine solche 14 Kilogramm schwere und 60 Zentimeter lange Bronzehand ist beispielsweise im Neuen Museum Biel zu sehen. Meist waren sie auch auf dem Markt der jeweiligen Stadt aufgesteckt. Ob es sich bei der Obrigkeit in diesem Fall um einen Bischof oder Markgrafen handelt, ist nicht mehr festzustellen. Der Name Eiserne Hand ist erstmals im Jahr 1774 belegt und damit ein relativ junger Name. Vermutlich etablierte er sich erst nach Grenzbesetzung durch Soldaten und verdrängte die Bezeichnung Herrenwald.
Nach dem Gebietszipfel benannt ist der gut einen Kilometer lange, komplett im Herrenwald liegende Eiserne-Hand-Weg, der nördlich vom Waidhof zum Salzert verläuft und auf etwa 35 Metern tangential der Nordspitze des Grenzstücks folgt. Ein weiterer Weg mit dem Namen «In der Eisernen Hand» verzweigt vom Wolfenfroweg und folgt über zwei Kilometer der südlichen Grenzlinie. Er trifft an der oberen Spitze den Eiserne-Hand-Weg.

## Geschichte

### Antike bis zur Frühen Neuzeit
Ausgrabungen in den Jahren 1966/67 brachten zutage, dass auf der Eisernen Hand ein römerzeitliches Ökonomiegebäude gestanden hat. Das rechteckige Bauwerk aus Bruchsteinen bestand aus einem nur mit Lehm als Bindemittel errichteten Mauergeviert und wies eine Grundfläche von 12,8 × 11,2 Meter auf. Die Mauern waren rund 70 Zentimeter stark und sind in der Fundamentzone erhalten geblieben. Aus den Untersuchungen hat man geschlossen, dass das Mauerwerk eine ursprüngliche Höhe von 1,5 bis 1,7 Meter hatte. Sein Grundriss hatte eine fast exakte Ost-West-Orientierung. Der Eingang des Hauses war gegen Süden ausgerichtet. Unter den wenigen gemachten Funden sind hauptsächlich Keramikscherben.
Der etwa 18 Kilometer lange Grenzverlauf der Gemeinde Riehen gehört zu den ältesten in Europa. Entlang des alten Zöllnerpfads zeugen Grenzsteine aus fünf Jahrhunderten von der Grenzsituation. Auf der deutschen Seite zeigen die Grenzsteine das gelb-rote Wappen (teilweise mit einer Krone) des Grossherzogtums Baden. Ältere Steine zeigen das schwarz-gelbe Wappen mit drei Ringen des zu Vorderösterreich gehörenden Stetten sowie das der Inzlinger Ortsherren von Reichenstein. Auf Schweizer Seite tragen die Grenzsteine fast ausschliesslich den Baselstab. Der älteste Grenzstein aus dem 15. Jahrhundert erinnert an die Zeit, als Riehen noch nicht zur Stadt Basel gehörte. Mit der 1648 im Westfälischen Frieden bestätigten Unabhängigkeit der Schweiz wurde die Grenze eine Aussengrenze des Heiligen Römischen Reiches Deutscher Nation.
Grenzstreitigkeiten wegen der Eisernen Hand zwischen Stetten und Riehen sind aus dem Jahr 1510 bekannt. Noch bis ins Jahr 1871 wurden solche zwischen beiden Gemeinden ausgetragen.
Rund zwei Kilometer nordöstlich der Ostspitze der Eisernen Hand befindet sich der sogenannte „Siebenbannstein“. Er markiert den Punkt, in dem sich die Gemeindegrenzen von sieben früheren Gemeinden trafen: Lörrach, Brombach, Stetten, Ottwangen, Adelhausen, Hagenbach und Inzlingen. Der Punkt des Siebenbannsteins liegt auf 451 m ü. M. und ist mit einer Holztafel im Wald gekennzeichnet.

### Badische Revolution bis 1920er Jahre
Bereits während der Badischen Revolution 1848/1849 gelang vielen Aufständischen durch das schwer kontrollierbare Landstück an der Eisernen Hand die Flucht in die Schweiz. Die Neutralität der Schweiz wurde am Maienbühl in mehreren Kriegen verletzt. Es wurde sogar versucht, durch Verschiebung der Grenzlinie den Gebietszipfel zu exterritorialisieren. Im Ersten Weltkrieg überliess die Schweizer Armee bewusst das Waldstück dem deutschen Militär. 1919 erwog man, für einen praktischeren Grenzverlauf einen Landtausch mit dem Land Baden einzugehen.
Während der Weltwirtschaftskrise Ende der 1920er Jahre konnte sich aufgrund des komplizierten Grenzverlaufs ein intensiver Schmuggel von Schweizer Waren nach Lörrach etablieren.

### Während des Zweiten Weltkrieges

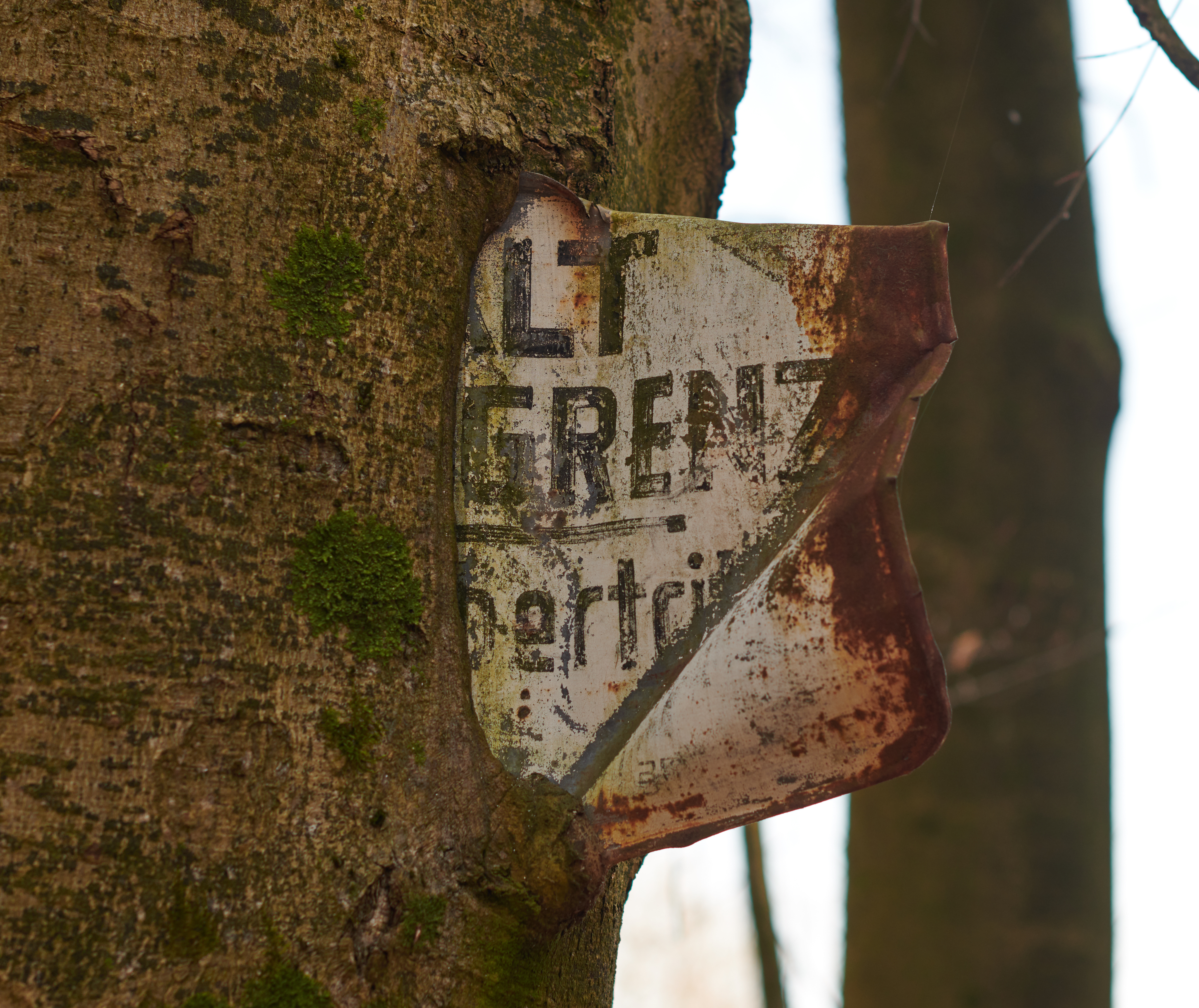
Eingewachsenes Grenzschild an der Eisernen Hand

Im Zweiten Weltkrieg wurde der gesamte, vom Deutschen Reich umschlossene Geländestreifen zum Sperrgebiet erklärt, um den Flüchtlingsstrom im Rahmen des Holocausts zu unterbinden. Am 18. August 1942 liess das NS-Regime einen 13 Kilometer langen, acht Meter breiten und drei Meter hohen Stacheldrahtverhau im Grenzgebiet errichten, der im Querschnitt dreieckig war und von zwei 1,5 Meter hohen Pflöcken und einem 3 Meter hohen Pflock gehalten wurde. Diese bereits im September fertiggestellte Sperre liess am Waldrand beim Maienbühlhof eine Lücke offen, die grundsätzlich eine, wenn auch gefährliche Fluchtmöglichkeit darstellte.
Die Schweiz hatte das Gesuch der Deutschen im Februar 1943 zurückgewiesen und sich bis Kriegsende erfolgreich dagegen gewehrt, durch ihr Gebiet eine Sicherung errichten zu lassen. Den Nationalsozialisten war es allerdings zu aufwändig, einen Stahldrahtzaun im unwegsamen Gebiet um die Eiserne Hand herum zu bauen, so dass der Abschnitt in dieser Zeit durch Zöllner und Wachhunde überwacht wurde. Zeitweise täglich versuchten an dieser Stelle jüdische Flüchtlinge, Deserteure und politisch Verfolgte in die Schweiz zu entkommen. Der alte Zöllnerpfad ist noch weitgehend bis heute erhalten geblieben. Erst gegen Kriegsende, im Januar 1945, schloss auch der Schweizer Zoll die Lücke zwischen Grenzstein 50 und 74, um einem befürchteten starken Zustrom an Flüchtlingen nach Zusammenbruch des Deutschen Reiches Einhalt zu gebieten.

### Nach 1945
Auch nach dem Krieg war die Eiserne Hand bekannt für illegale Grenzübertritte. In den 1970er Jahren suchte der deutsche Bundesgrenzschutz hier den RAF-Terroristen Christian Klar, der sich gut in diesem Grenzgebiet auskannte.
Am 22. Februar 2011 wurde in Riehen direkt an der Bahnlinie die Gedenkstätte für Flüchtlinge eröffnet, die über die Eiserne Hand während des Zweiten Weltkrieges flohen.
Im Mai 2016 nahmen am Holocaust-Gedenktag im Rahmen der Bewegung Marsch des Lebens 250 Menschen teil, die schweigend von Riehen zur Eisernen Hand wanderten. Der Gedenkanlass sollte an die Fluchtopfer während des Zweiten Weltkrieges erinnern.

## Rezeption
Der abenteuerliche Grenzverlauf des Landzipfels, der häufig als nach Deutschland ragender Finger bezeichnet wird, sowie die historischen Gegebenheiten von Flüchtlings- und Schmuggelgeschichten an der Eisernen Hand haben viele Autoren dazu inspiriert, diese in ihren Romanen und Geschichten zu verwerten. Der in Inzlingen wohnhafte Autor Armin Zwerger verwendete die Eiserne Hand als Haupthandlungsort für seinen gleichnamigen Kriminalroman. Auch in Hunkelers Geheimnis, dem neunten Band der Kommissär-Hunkeler-Krimireihe von Hansjörg Schneider, spielt die Eiserne Hand als Handlungsort eine Rolle. Seine Geschichte wurde in einem Fernseh-Vierteiler mit Ueli Jäggi im Jahr 2016 verfilmt.
Die Stadt Lörrach bot 2019 im Rahmen ihres Stadtführungsprogrammes eine spezifische Führung zur «Grenzgeschichte von der Eisernen Hand» an. Das Riehener Theater ex/ex, das gesellschaftspolitische Themen an speziellen Orten präsentiert, führt saisonal seit 2016 das Theaterspiel «Fast täglich kamen Flüchtlinge» in der authentischen Umgebung der Eisernen Hand auf.

## Filme
- Fluchtwege – als jüdische Flüchtlinge in die Schweiz wollten. Folge 28 der SWR-Reihe Geschichte im Südwesten, Erstausstrahlung am 7. Dezember 2014. (Inhaltsangabe)

### Geschichte und Geographie
- Ralph Raymond Braun: Reiseführer Südschwarzwald mit Freiburg, Basel und Markgräflerland. Michael Müller Verlag, 2017, ISBN 978-3-95654-446-0, S. 268, 270.
- Lukrezia Seiler, Jean-Claude Wacker: Fast täglich kamen Flüchtlinge. Riehen und Bettingen – zwei Grenzdörfer 1933 bis 1948. Christoph Merian Verlag, Basel 2013, ISBN 978-3-85616-580-2, S. 163–185.
- Guido Helmig: Gallorömische Tempel in Riehen. In: Jahrbuch z’Rieche 2009. Reinhardt Verlag, Basel 2009, ISBN 978-3-85895-022-2, S. 36 ff. (online)
- Lukrezia Seiler: Die «Eiserne Hand». In: Heiko Haumann u. a. (Hrsg.): Orte der Erinnerung: Menschen und Schauplätze in der Grenzregion Basel 1933–1945. Christoph Merian Verlag, Basel 2008, ISBN 978-3-85616-364-8, S. 160–166.
- Susanne Asche, Ernst Otto Bräunche (Hrsg.): Die Straße der Demokratie. Info Verlag, Karlsruhe 2007, ISBN 978-3-88190-483-4, S. 170–173.
- Markus Moehring, Martin Zückert (Hrsg.): Halt Landesgrenze, Schmuggel und Grenzentwicklung im Dreiländereck. Verlag Waldemar Lutz, Lörrach 2000, ISBN 3-922107-51-6.
- Michael Raith: Gemeindekunde Riehen. Riehen Verlag, Riehen 1988, S. 44–49.
- Niggi Basler: Auf Schmugglerpfaden zur Eisernen Hand. In: Jahrbuch z’Rieche 1969, (online)
- August Heitz: Grenzen und Grenzzeichen der Kantone Baselstadt und Baselland. Quellen und Forschungen zur Geschichte und Landeskunde des Kantons Baselland. Kantonale Drucksachen u. Materialzentrale, Liestal 1964.

### Belletristik
- Armin Zwerger: Über die Eiserne Hand hinüber. Orte Verlag, Schwellbrunn 2015, ISBN 978-3-85830-186-4.